# Окча
«Окча» (також Окджа) (кор. 옥자 / Okja) — американсько-південнокорейський фантастично-пригодницький фільм-драма 2017 року, поставлений південнокорейським режисером режисером Пон Чжун Хо. Фільм було відібрано для участі в основній конкурсній програмі 70-го Каннського міжнародного кінофестивалю (2017) у змаганні за Золоту пальмову гілку .
Протягом десяти років маленька Міджа мешкала в горах Південної Кореї разом зі своїм другом — великим і трохи сором'язливим монстром на ім'я Окча, виведеним американською корпорацією задля м'яса. Коли корпорація вирішує забрати Окчу як свою власність, десятирічна Міджа вирушає в сучасний мегаполіс, де панує прагматизм, комерція та реклама.

## Сюжет
У 2007 році харчову корпорацію Mirando очолює Люсі Мірандо, змінивши на цій посаді свою сестру-близнючку. Люсі оголошує про створення нового джерела м'яса — «суперсвиню». 26 особин відправлено на ферми по всьому світу, щоб через 10 років визначити найкращу та використати її для реклами.
Через 10 років, у 2017, в горах Південної Кореї мешкає дівчинка Міджа зі своїм дідусем Хі Боном і суперсвинею на ім'я Окча. Міджа та Окча тісно дружать, одного разу Окча рятує Міджу від падіння зі скелі. Згодом дідуся відвідує представник Mirando, зоолог Джонні Вілкокс. Він визначає Окчу найкращою суперсвинею та купує її. Міджа вирішує повернути тварину, для чого забирає золоту свинку, яку дали Хі Бону. Хі Бон вважає, що Окча призначена бути джерелом м'яса і це її доля. Міджа дістається до Сеула, вдирається до офісу Mirando й бачить як Окчу заганяють у вантажівку. Дівчинка переслідує вантажівку, але транспорт перехоплює ненасильницький, але дуже рішучий Фронт звільнення тварин.
Зіткнення спричиняє затор у тунелі, Міджа та Окча тікають, що спричиняє безлад. Одні люди налякані появою велетенської тварини, інші знімають це на відео. Зрештою втікачів рятує фургон ФЗТ на чолі з Джеєм. Він просить іншого члена Фронту пояснити дівчинці, що ФЗТ планує вставити приховану камеру в нашийник Окчі, щоб дозволити корпорації Mirando її знову захопити й задокументувати, як вони погано поводяться з тваринами. Виявляється, суперсвині створені генною інженерією, але з метою реклами названі натуральним продуктом. Міджа просить їх повернути її в гори, але Кей, відхиливши пропозицію, бреше Міджі, що так і буде.
Люсі підігрує Міджі, щоб зробити позитивний образ своїй корпорації. Вона оплачує подорож дівчинки до Нью-Йорка і влаштовує зворушливу зустріч зі свинею. Далі Окчу доставляють у лабораторію, де її парують з кабаном і беруть зразок м'яса. Дегустатори Mirando визнають м'ясо надзвичайно смачним. ФЗТ спостерігає за цим, Кей зізнається, що збрехала Міджі. За це Джей б'є Кея та виключає його з ФЗТ.
У Нью-Йорку Міджу готують до параду. Джей прослизає до її кімнати та пояснює Міджі, що ФЗТ планує врятувати Окчу під час презентації. Під час параду ФЗТ зламує відеотрансляцію та показує громадськості жорстоке ставлення до Окчі. Обурений натовп закидує Джонні сміттям. Окча виявляється осліплою через крововилив і ранить Міджу. Джей намагається захистити дівчинку, але Міджа не дозволяє йому заподіяти тварині шкоди і заспокоює Окчу. Люсі внаслідок протестів віддає компанію своїй сестрі Ненсі, яка зв'язується з приватною охоронною фірмою Black Chalk, щоб усунути ФЗТ. Окчу знову схоплюють, членів ФЗТ заарештовано, за винятком Міджі та Джея, яких рятує розкаяна Кей. Ненсі тим часом запускає забій суперсвиней.
Кей, Міджа та Джей відправляються на м'ясозаготівельний завод у пошуках Окчі. Міджа показує працівнику Mirando свою фотографію з малою Окчею, спонукаючи його зупинитися. Міджа пропонує Ненсі золоту свинку в обмін на життя Окчі. Ненсі погоджується, але виключно тому, що золото коштує більше за живу тварину. Міджа та Окча йдуть повз десятки суперсвиней, призначений для забою. Свині виштовхують за паркан порося, як Окча забирає з собою.
Повернувшись додому, Міджа продовжує жити як раніше, з дідусем, Окчею, але тепер ще й поросям.
У сцені після титрів Джея звільняють із в'язниці, він сідає в автобус разом із Кей та іншими членами ФЗТ. Взявши в свої лави Кіма Ву Шика, колишнього водія Mirando, вони планують зірвати збори акціонерів Mirando.

## У ролях
| • Ан Со Хьон         | … | Міджа          |
| • Тільда Свінтон     | … | Люсі Мірандо   |
| • Пол Дано           | … | Джей           |
| • Пьон Хі Бон        | … | Хі Бон         |
| • Стівен Юн          | … | Кей            |
| • Лілі Коллінз       | … | Ред            |
| • Юн Дже Мун         | … | Мундо Парк     |
| • Ширлі Гендерсон    | … | Дженніфер      |
| • Деніел Геншелл     | … | блондин        |
| • Девон Бостік       | … | Сільвер        |
| • Джанкарло Еспозіто | … | Френк Доусон   |
| • Джейк Джилленгол   | … | Джонні Вілкокс |

## Знімальна група
- Автор сценарію — Пон Чжун Хо, Джон Ронсон
- Режисер-постановник — Пон Чжун Хо
- Продюсери — Чхве Ду Хо, Пон Чжун Хо, Деде Гарднер, Льюїс Кім, Джеремі Клейнер, Сандро Копп та інші
- Співпродюсери — Сандро Копп, Тільда Свінтон
- Виконавчі продюсер — Бред Пітт, Стен Влодковські та інші
- Оператор — Даріус Хонджі
- Монтаж — Хан Мі Йон, Ян Джин Мо
- Художник-постановник — Лі Ха Джун, Кевін Томпсон, Пе Джон Юн
- Художники по костюмах — Чхве Се Йон, Катрин Джордж

## Сприйняття
Агрегатор оглядів Rotten Tomatoes повідомляє, що фільм схвалили 87 % критиків із середньою оцінкою 7,6/10. На Metacritic середньозважена оцінка складає 75 балів зі 100 на основі, що вказує на «загалом схвальні відгуки».
Карен Ган у Vice назвала провідною темою фільму розуміння одне одного. Вона розкривається через розуміння між Міджою та Окчею, корейцями та американцями, та обманом Кей, яка робить собі татуювання «переклади священні» у відповідь на слова Джея «переклад — це священно» (граматична різниця між двома фразами невелика, але перша стосується результату, а друга — дії).
Люк Томпсон зарахував «Окчу» до найпереоціненіших фільмів 2017 року за версією Forbes, написавши: поки дія відбувається в Південній Кореї, «Окча» лишається дотепною історією про дівчину та її величезного мутанта-свиню. Але щойно історія переміщується до Америки, прямолінійні зауваження великому бізнесу та тваринництву на фермах здаються не заслуженою критикою, а істерією.

## Нагороди та номінації
| Список нагород та номінацій         | Список нагород та номінацій | Список нагород та номінацій | Список нагород та номінацій | Список нагород та номінацій | Список нагород та номінацій |
| Кінопремія                          | Дата церемонії              | Категорія                   | Номінант(и)                 | Результат                   | Дж                          |
| ----------------------------------- | --------------------------- | --------------------------- | --------------------------- | --------------------------- | --------------------------- |
| Каннський міжнародний кінофестиваль | 28.04.2017                  | Золота пальмова гілка       | Окча                        | Номінація                   | [ 2 ]                       |